# Stora och Lilla Skramsö
Stora Skramsö: 58°57′51″N 18°2′31″Ö / 58.96417°N 18.04194°Ö
Lilla Skramsö: 58°57′33″N 18°2′14″Ö / 58.95917°N 18.03722°Ö

Stora och Lilla Skramsö är två öar i sundet mellan öarna Yxlö och Muskö i Stockholms södra skärgård. Öarna ligger ovanför Muskötunneln i Nynäshamns kommun.